# Лима ди Консейсан Пенья, Талес
Талес Лима де Консейса́н Пе́нья (порт. Thalles Lima de Conceição Penha более известный, как Талес порт. Thalles; 18 мая 1995 в Сан-Гонсалу, Бразилия — 22 июня 2019, там же) — бразильский футболист, нападающий.

## Клубная карьера
Талес — воспитанник клуба «Васко да Гама». 13 октября 2013 года в матче против «Крисиума» он дебютировал в бразильской Серии А. 23 ноября в поединке против «Крузейро» Талес забил свой первый гол за «Васко».
Талес был одним из самых многообещающих талантов в бразильском футболе. Однако после выхода «Васко да Гамы» в Серию A в 2016 году (чему во многом поспособствовали голы молодого Талеса), игрок снизил требования к себе, стал часто нарушать режим. В 2017 году в интернете появилась фотография, на которой был запечатлён Талес с друзьями, и у футболиста с собой было огнестрельное оружие. Помимо недопустимого поведения, нападающий резко потерял спортивную форму — в некоторые моменты сезона 2017 его вес стал превышать 100 кг (при 80 кг в сезоне 2016). Это привело к тому, что в начале 2018 года Талес был отстранён из основной команды в ожидании предложений со стороны других клубов. Несмотря на контракт с игроком до конца 2019 года, руководство «Васко» стремится как можно быстрее избавиться от Талеса.
В начале 2018 года Талес на правах аренды перешёл в японский «Альбирекс Ниигата».
22 июня 2019 года Таллес погиб в аварии на мотоцикле в Сан-Гонсалу.

## Международная карьера
В 2014 году в составе молодёжной сборной Бразилии Талес выиграл Турнир в Тулоне. Он принял участие в матчах против команд Южной Кореи, Колумбии, Англии и Франции. В поединках против корейцев и французов он забил свои первые голы за молодёжную команду.
В 2015 году в составе молодёжной сборной Бразилии Талес принял участие в молодёжном чемпионате Южной Америки в Уругвае. На турнире он принял участие в матчах против команд Чили, Перу, Венесуэлы, Уругвая, Парагвая, Аргентины и дважды Колумбии. В поединке против перуанцев и колумбийцев Талес забил три гола.

## Достижения
Международные
 Бразилия (до 21)
- Турнир в Тулоне — 2014